# هاینکل پی. ۱۰۷۳
هاینکل پی. ۱۰۷۳ (به انگلیسی: Heinkel P.1073) یک هواگرد ساختِ کارخانهٔ هاینکل در کشور آلمان است . نخستین استفاده‌کنندهٔ این هواگرد نیروی هوایی آلمان نازی بوده‌است.